# Vicenç Barnet i Vallribera
Vicenç Barnet i Vallribera (Barcelona, 22 de setembre de 1919 - Barcelona, 22 de juny de 1991) fou un futbolista català de la dècada del 1930.

## Trajectòria
Era germà del futbolista Ferran Barnet i Vallribera, que arribà a jugar a l'Espanyol. La seva carrera futbolística transcorregué entre la Unió Atlètica d'Horta, el FC Badalona i la Unió Esportiva de Sants. Arribà a disputar dos partits amistosos amb el FC Barcelona l'any 1933, cedit per l'Horta.